# Maraîchers metróállomás
A Maraîchers egy metróállomás Franciaországban, Párizsban a párizsi metró 9-es metróvonalán. Tulajdonosa és üzemeltetője a RATP.

## Metróvonalak
Az állomást az alábbi metróvonalak érintik:
- 9-es metróvonal

## Kapcsolódó állomások
A metróállomáshoz az alábbi állomások vannak a legközelebb:
- Buzenval (Pont de Sèvres, 9-es metróvonal)
- Porte de Montreuil (Mairie de Montreuil, 9-es metróvonal)